# Dimitrios Triantafyllakos
Dimitrios Triantafyllakos (græsk: Δημήτριος Τριανταφυλλάκος; født 3. april 1890, død 22. maj 1966) var en græsk sprinter. Han deltog i mændenes 100-meterløb ved de Olympiske Lege i sommeren 1912. Legene foregik i Stockholm, og Dimitrios var 22 år gammel, da han deltog.